# Huncho Jack, Jack Huncho
| Recensione           | Giudizio |
| -------------------- | -------- |
| Metacritic           | 66/100   |
| Consequence of Sound | B-       |
| The Guardian         |          |
| HipHopDX             |          |
| HotNewHipHop         | 75%      |
| Pitchfork            | 6,3/10   |
| Sputnikmusic         |          |

Huncho Jack, Jack Huncho l'album in studio di debutto del superduo statunitense Huncho Jack (composto dai rapper Travis Scott e Quavo), pubblicato il 21 dicembre 2017.

## Tracce
1. Modern Slavery – 2:29
2. Black & Chinese – 2:52
3. Eye 2 Eye (feat. Takeoff) – 3:11
4. Motorcycle Patches – 3:11
5. Huncho Jack – 3:19
6. Saint – 2:21
7. Go – 2:37
8. Dubai Shit (feat. Offset) – 3:48
9. Saint Laurent Mask – 3:10
10. Moon Rock – 2:31
11. How U Feel – 3:26
12. Where U From – 4:12
13. Best Man – 4:27